# Agricultura a Mallorca al segle XIX
La Història de l'agricultura mallorquina en el segle XIX ve marcada pels processos generals de canvi inspirats per l'expansió de l'economia capitalista, la consolidació del mercat mundial de productes agrícoles i les millores tècniques.

## La població activa agrària
Els jornalers agrícoles eren molt nombrosos a Mallorca (el 55% de la població total ocupada de l'any 1834 i el 49,4% l'any 1860) i, en conseqüència, podria semblar que l'estructura de la societat pagesa romania estable, talment com en els segles anteriors. Però aquesta visió seria superficial, perquè l'existència d'elements de permanència no impedia un procés de canvi constant, lent, però constant.
Un dels canvis més notoris és la substitució dels antics arrendataris mercaders (comerciants que llogaven possessions per poder controlar totes les fases del procés econòmic) per arrendataris pagesos. Els amos de possessió, esdevindran l'escaló més alt de la societat pagesa, per damunt dels quals ja sols hi ha els grans propietaris, els senyors, que ja són externs a la pagesia com a conjunt.
Al costat dels arrendataris pagesos hi ha els senyors pagesos, conjunt de propietaris rurals que procedeixen de pagesos enriquits. Viuen en els pobles, i tot i la seva voluntat de ser senyors i, per tant, de proporcionar un estatus social diferenciat als seus fills (metges, apotecaris, militars i sacerdots) no han perdut del tot les seves arrels.
A la part elevada de la piràmide pagesa hi ha també els pagesos (que treballen directament la terra) propietaris mitjans i grossos. Aquests amos, pagesos grossos i senyors de poble, sovint en connexió amb els caps de files de Palma, són els que ostenten el poder polític i econòmic en els municipis mallorquins de la Restauració.
La pagesia pobra està constituïda per un gran nombre de subsectors: els missatges de possessió, els pastors, els roters, els jornalers, els carboners i llenyaters, els petits propietaris que alternen feina a les terres pròpies i a les d'altri, els menestrals que mantenen algunes terres com a complement a la seva activitat, etc. Les possibilitats de pujar a l'escala social i accedir a les fileres de la pagesia rica són escasses, però no impossibles.

## Les reformes de l'estat liberal
L'objectiu de les reformes liberals és reduir o eliminar les formes jurídiques procedents de l'antic règim per facilitar l'accés a una economia de mercat. En aquest sentit cal destacar la supressió dels senyorius, la desvinculació dels patrimonis nobiliaris i les diverses desamortitzacions.
La supressió dels senyorius de 1837 configurava un sistema de propietat de la terra modern, eliminant les jurisdiccions senyorials, les cavalleries, les rendes de tipus feudal, els delmes i els lluïsmes. La desvinculació dels patrimonis nobiliaris i la desamortització dels béns de l'església anava en la mateixa direcció, posant en circulaco un conjunt de terres agràries fins aleshores adscrites a l'església i la noblesa. A Mallorca se subhastaren 46 finques rústiques de l'església, tot plegat poca cosa. La desamortització de 1835 tendria continuïtat amb la que afectava els béns del clergat secular (1841) i amb la de Madoz de 1855 que obligava els municipis a vendre els béns comuns o de propis.
A partir de 1860 l'abolició del fideïcomís va afavorir l'entrada en el mercat de terres de moltes propietats de la noblesa. La majoria d'aquestes noves parcel·les foren adquirides per pagesos que necessitaven terres per a poder inserir-se en el nou mercat de productes agraris a través de la posada en marxa de nous conreus i noves tècniques. Això va afavorir una dinàmica d'increment de la productivitat i d'intensificació productiva. A la darrera meitat del segle xix s'havia configurat, a Mallorca, una economia agrària dinàmica i enfocada en bona part a l'exportació. Aquest procés és essencial per entendre la història econòmica de l'illa.

## Una agricultura orgànica
Segons Fernando Collantes l'agricultura tradicional es manté a tot Europa almenys fins a 1870. L'agricultura mallorquina de la darrera meitat del segle xix era el que Garrabou i González de Molina anomenen una agricultura orgànica avançada. En aquesta forma d'agricultura les possibilitats de creixement es veuen limitades per la capacitat fotosintètica de cada territori. Els factors limitants de l'activitat pagesa eren tants (manca de fertilitzants, manca d'aigua…) que sols l'aprofitament de la fulla de guaret en els sistemes de rotació o l'ampliació dels cultius arboris podia impulsar el creixement agrari. Els agricultors mallorquins optaren per les dues estratègies: per millorar el guaret amb aprofitament ramader i així augmentar la disponibilitat de força de treball i de fems, i per donar, alhora, un gran impuls als conreus arboris. L'estructura de la propietat tendí a adequar-se a les necessitats del nou model i la gran propietat restà limitada, encara que no desapareguda. De fet, és el pagès propietari el principal element activador de la recuperació del vinyet i l'expansió de l'ametlerar, fets que permeten una certa intensificació i millora dels usos de la terra disponible. El notable desenvolupament de l'agricultura durant tot el XIX generà també una certa indústria dedicada a la transformació dels productes agrícoles. Aquesta indústria va tenir la seva continuïtat i expansió a la primera meitat del segle xx.
Una agricultura orgànica avançada es caracteritza per la interrelació entre agricultura i ramaderia, l'elevada reutilització dels materials, la petitesa dels imputs exteriors i la importància relativa d'exsecallades i serments procedents dels conreus llenyosos, com a substituts de la fusta i la llenya. Com assenyalen Cussó (et al): en un entorn mediterrani el desenvolupament de la viticultura i olivicultura suposaven, almenys en una primera fase, l'aprofitament d'un òptim ecològic gràcies a la creixent integració de les xarxes de mercat. Un major aprofitament deterioraria l'equilibri entre conreu, ramaderia i aprofitament forestal.

## L'estructura dels conreus
El bon moment de l'agricultura i l'economia mallorquina que es viu a la segona meitat del segle xix s'ha d'inserir doncs dins el seu context general, valorant els efectes de les reformes econòmiques liberals preses a partir de 1820 i la seva importància per a permetre un creixement que alhora que atenia el mercat interior permetia un creixement orientat als mercats externs. Aquest bon moment va incidir en una forta demanda de terres i en un creixement en extensió més que no tecnològic. Es va donar, alhora, un procés d'especialització i de creixement en quantitat.
Les dades de 1860 ens mostren un predomini dels cereals a tota l'illa. Els cereals i llegums a Mallorca ocupaven el 62% de la superfície conrada. A continuació venia l'olivar amb el 13%, la vinya 7,4%, les figueres 6,5% i altres fruiters com els cítrics ja eren importants a zones com Sóller. Sembla que l'increment de terres dedicades als llegums ja s'havia iniciat en el XVIII i representà una millora de la fertilització de la terra mitjançant unes rotacions més complexes que alternaven cereals, llegums i guarets. Però els cereals, en les condicions de Mallorca, eren en gran manera un cultiu de subsistència, imprescindible per l'alimentació de les persones i dels animals (que aportaven la principal força de tracció). Altres conreus i algunes produccions ramaderes tenien una orientació clara cap a l'exportació (oliveres, ametlers, vinyet, bestiar porcí...). L'increment de la productivitat cerealística era una de les condicions per a poder alliberar terres i treball d'aquest conreu i poder-lo dedicar a altres conreus més enfocats als mercats.

## La inserció de l'agricultura mallorquina en els mercats exteriors
Malgrat el pes dels conreus tradicionals l'agricultura mallorquina es va mostrar molt dinàmica a partir de 1830. La legislació liberal va tenir la seva importància perquè es congriàs un sistema agrari de cada cop més definit per la petitat i mitjana propietat pagesa i orientat cap als conreus comercials.
Aquesta evolució cap a la major apertura comercial de la pagesia mallorquina va lligada a les millores en el sistema de transport (vaixell de vapor, ferrocarril, etc.) que reduïren els nòlits i facilitaren el transport de les produccions agràries. D'aquesta manera la propietat pagesa va poder dedicar una part important dels seus esforços a conreus monetaritzables i reduir el pes dels conreus de subsistència.
En paral·lel es va produir una millora general de la productivitat en gairebé tots els conreus.. En especial els conreus arborícoles conegueren un creixement espectacular: ametlers, garrovers i figueres. El vinyet, per la seva banda, va tenir una gran expansió i una importància cabdal en la propietat pagesa.

## Tradició i canvi a la societat pagesa
La gran importància dels canvis produïts a la propietat pagesa així com el seu dinamisme no va ser impediment perquè la societat rural continuàs essent molt tradicionalista en termes socials, polítics i de mentalitats. El segle xix és a la pagesia un segle de tensions entre tendències liberals i absolutistes, entre isabelins i carlins, entre l'establiment conservador i les tendències políticament transformadores. L'església, sobretot la seva reacció antiliberal, té una gran importància per a constituir barreres ideològiques a la modernitat. Així s'alimenta el tòpic d'una pagesia estable al llarg dels segles, gairebé sense canvis, fidel a les tradicions i a l'ordre social. Però aquest gran predomini conservador no va impedir una lògica econòmica imparable: l'avanç de les formes econòmiques capitalistes i la transformació de la societat pagesa.
El reaccionarisme religiós o el predomini de les formes de control caciquista de la societat rural no estaven contraposats a les innovacions tècniques ni ignoraven el procés que s'estava produint arreu d'Europa. Més aviat al contrari, des de diversos estaments socials es mantenia una constant atenció a les innovacions i a les demandes dels mercats exteriors. I, tanmateix, la mateixa necessitat de competir afavoria la introducció de les millores. És en aquest terreny on l'explotació pagesa familiar, amb una elevada capacitat de treball i d'acumulació de recursos, tenia avantatges sobre la gran propietat latifundiària.

## La crisi finisecular: el vinyet mallorquí
A partir dels anys seixanta i setanta s'accelera el procés de parcel·lació de la gran propietat nobiliària. També s'observen millores tècniques com la introducció de màquinària, l'arribada dels adobs i l'expansió del regadiu. Però el conreu més dinàmic a l'illa és el de la vinya.
El conreu vitícola se'ns apareix molt lligat a les possibilitats dels mercats exteriors. Així al llarg del segle xix es consolida un mercat exterior de vi i aiguardents a Sud-amèrica (sobretot a les Antilles). A partir dels anys seixanta va guanyant pes el mercat francès. L'arribada de la fil·loxera a Europa intensificà molt la demanda de vi. França va subscriure dos convenis comercials (el 1877 i 1882) que reduïen els aranzels. Amb aquestes condicions favorables, el vinyet, que ja duia des del segle xviii una dinàmica de fort creixement, es va disparar. L'any 1860 hi havia a l'illa 15.543 ha de vinya; el 1875 ja eren 18.437 i el 1890 s'arribà a les 30.000. En termes de producció de raïm es passà de 98.000 hectolitres el 1860 a 750.000 hectolitres el 1890. El creixement havia estat ràpid i espectacular.
La gran crescuda de la superfície i la producció vitícola va anar acompanyada d'un protagonisme de la propietat pagesa. El nombre de propietaris de vinya es multiplicà. La vinya és un dels conreus que necessita més aportació de feina, per això la propietat pagesa, que disponia de la mà d'obra familiar, tenia avantatge sobre la gran propietat. La vinya no es constituí com un monocultiu, ni a nivell d'explotacions agràries ni a nivell de municipis (els cereals seguien essent imprescindibles), però sí que n'era la porció conrada més retent en l'àmbit econòmic. Municipis com Algaida, Sencelles, Manacor, Felanitx, Porreres, Santa Maria, Llucmajor o Binissalem varen veure créixer molt el vinyet. I aquesta expansió va afavorir el conjunt de l'activitat econòmica: potenciació de les comunicacions i de ports com Porto Colom, sector comercial i financer, serveis, etc.
La fil·loxera entrà a Mallorca a partir de 1891, any en què es detectà a Llucmajor. Però a França s'havia aconseguit lluitar contra la plaga i la producció s'estava recuperant, per la qual cosatornà a pujar elss drets aranzelaris. Tot això contribuí a una molt ràpida caiguda de l'exportació de vi (496.000 hl el 1891 i 181.000 el 1891). L'any 1907 sols hi havia a Mallorca 2.843 ha de vinya. L'atur afectà milers de petits propietaris i jornalers.
La crisi de finals del XIX també representà l'enfonsament dels preus dels cereals i d'altres productes agraris extensius tradicionals. La sortida a la crisi comuna als països mediterranis va ser l'especialització en plantes arbustives i arbòries, amb un avantatge competitiu degut al clima (olivar, vinya, ametlers i fruiters), a més de l'ús de nous insums (adobs minerals i químics) i l'evolució dels sistemes de rotació tradicionals (al terç) cap a sistemes més intensius que eliminaven la fulla de guaret. També s'ha indicat la millora de l'elaboració industrial de les produccions agrícoles. Però no es constata una exclusió de l'accés a la terra ni un procés de salarització de la pagesia.

## La resposta postfil·loxèrica: l'ametlerar

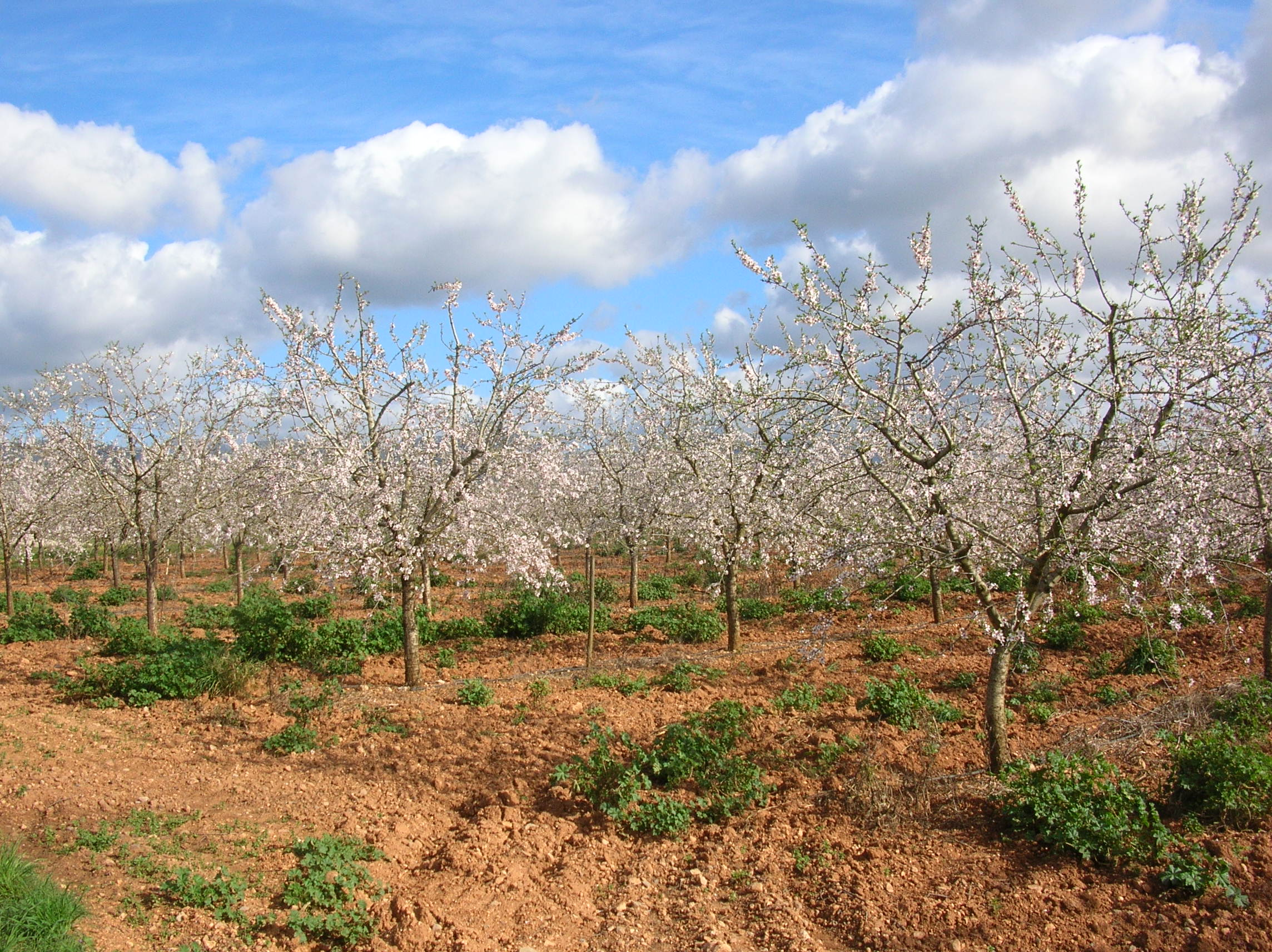
Plantació d'ametlers en el municipi de Lloseta (Mallorca)

La ràpida desaparició del vinyet va contribuir hola a reforçar l'onada immigratòria, però no s'havia esgotat la capacitat de resposta de la pagesia mallorquina. Immediatament es varen cercar altres conreus d'enfoc comercial. Una de les respostes varen ser els conreus arboris, entre els quals hi havia l'ametler. El conreu de l'ametler va passar de 5.961 ha el 1860 a 26.750 ha el 1920. L'ametla es convertí en la principal exportació agrària mallorquina, provocant una transformació de gran profunditat que va permetre la recuperació gradual del vinyet, però sense arribar mai a les superfícies prefil·loxèriques.
Un altre cultiu important va ser la figuera. Les figues, fresques o seques, eren un bon aliment per a la pagesia i també servien per a l'alimentació del bestiar. El garrover era també un arbre molt valuós per la seva aportació a l'alimentació animal. Els cítrics s'estengueren per la vall de Sóller i s'exportaven a França i a altres indrets d'Europa.

## Els regadius
En la segona meitat del segle xix els regadius varen rebre un impuls notable amb la dessecació de zones humides (el Prat de Sant Jordi a partir de 1848 i l'Albufera d'Alcúdia cap al 1870), que van permetre passar de 3.000 a 10.000 hectàrees regades. A partir d'aquest fet es varen estendre els conreus d'hortalisses i farratges. Entre els cultius hortícoles en expansió s'ha d'esmentar la patata (Palma, Muro, sa Pobla i Campos) que a finals de segle ja produïa uns excedents suficients com per a fer possible l'exportació.